# Le Rapport Auschwitz
Pour plus de détails, voir Fiche technique et Distribution.
Le Rapport Auschwitz (Správa) est un film dramatique historique germano-polono-tchéco-slovaque réalisé par Peter Bebjak et sorti en 2021.

## Synopsis
Rudolf Vrba et Alfred Wetzler, deux prisonniers du Camp d'Auschwitz qui s'échappèrent du camp avec une boîte de Zyklon-B, jusqu'à Žilina, en Slovaquie, où la résistance leur proposa de taper à la machine leurs souvenirs, qui deviendra le Rapport Vrba-Wetzler.

## Fiche technique
Sauf indication contraire, les informations mentionnées dans cette section peuvent être confirmées par la base de données cinématographiques IMDb,  présente dans la section « Liens externes ».
- Titre français : Le Rapport Auschwitz
- Titre original slovaque : Správa (litt. « Le Message »)
- Titre tchèque : Zpráva
- Titre polonais : Raport z Auschwitz
- Titre allemand : The Auschwitz Report
- Réalisation : Peter Bebjak
- Scénario : Peter Bebjak, Jozef Paštéka (sk) et Tomáš Bombík, d'après l'œuvre d'Alfred Wetzler
- Musique : Mario Schneider
- Décors : Connery Davoodian
- Photographie : Martin Žiaran
- Montage : Marek Král'ovský
- Production : Rast'o Sesták et Peter Bebjak
  - Coproduction : Marcel Lenz, Guido Schwab et Ondrej Zima
  - Production exécutive : Natálie Guzikiewiczová
- Sociétés de production : Agresywna Banda, Česká televize, D.N.A. Production, Evolution Films, Ostlicht Filmproduktion et Rozhlas a televízia Slovenska
- Société de distribution : KMBO (France)
- Pays de production :  Slovaquie,  Tchéquie,  Pologne et  Allemagne
- Langue originale : anglais, tchèque, polonais, slovaque et allemand
- Format : couleur — 2,35:1
- Genre : drame historique
- Durée : 94 minutes
- Dates de sortie :
  - Slovaquie : 28 janvier 2021
  - Canada : 7 mai 2021
  - Allemagne : 6 novembre 2021 (Cottbus)
  - Pologne : 15 novembre 2021 (Camerimage)
  - France : 27 juillet 2022

## Distribution
- Noël Czuczor (sk) : Freddy
- Peter Ondrejička : Valér
- John Hannah : Warren
- Wojciech Mecwaldowski : Kozlowski
- Jacek Beler (pl) : Hersek
- Michal Režný : Marcel
- Kamil Nożyński (pl) : Juzek
- Olek Mincer (pl) : Kaczmarek
- Christoph Bach (de) : Schwarzhuber
- Ksawery Szlenkier (pl) : Adamek
- Florian Panzner (de) : Lausmann
- Lars Rudolph (de) : Kaduk
- David Zimmerschied : Dr Thilo

## Accueil

### Critique
En France, le site Allociné propose une moyenne des critiques de presse à 1,8/5.